# Lương Ninh
Lương Ninh là một xã thuộc huyện Quảng Ninh, tỉnh Quảng Bình, Việt Nam.

## Địa lý
Xã Lương Ninh nằm ở phía bắc huyện Quảng Ninh, có vị trí địa lý:
- Phía đông và phía bắc giáp thành phố Đồng Hới
- Phía tây giáp xã Vĩnh Ninh
- Phía nam giáp thị trấn Quán Hàu và xã Võ Ninh.

Xã Lương Ninh có diện tích 5,62 km², dân số năm 2019 là 4.488 người, mật độ dân số đạt 799 người/km².

## Hành chính
Xã Lương Ninh được chia thành 3 thôn: Văn La, Lương Yến, Phú Cát.

## Kinh tế
Kinh tế chủ yếu là nông nghiệp, tiểu thủ công nghiệp.